# Sidney Buchman
Sidney Robert Buchman (Duluth, 27 marzo 1902 – Cannes, 23 agosto 1975) è stato uno sceneggiatore e produttore cinematografico statunitense.
Vinse nel 1942 l'Oscar alla migliore sceneggiatura non originale per il film L'inafferrabile signor Jordan.

## Filmografia parziale

### Sceneggiatore
- Sogno d'estate (The Right to Romance), regia di Alfred Santell (1933)
- L'inafferrabile signor Jordan (Here Comes Mr. Jordan), regia di Alexander Hall (1941)
- L'eterna armonia (A Song to Remember), regia di Charles Vidor (1945)
- Addio vent'anni (Over 21), regia di Charles Vidor (1945)
- Non c'è passione più grande (Jolson Sings Again), regia di Henry Levin (1949)
- Unico indizio: una sciarpa gialla (La Maison sous les arbres), regia di René Clément (1971)

### Produttore
- L'eterna armonia (A Song to Remember), regia di Charles Vidor (1945)
- Addio vent'anni (Over 21) di Charles Vidor (1945)
- Non c'è passione più grande (Jolson Sings Again) di Henry Levin (1949)